# Chief operating officer
COO (англ. chief operating officer) — главный операционный директор, аналог исполнительного директора в России; один из руководителей, отвечающий за повседневные операции, текущую деятельность корпорации под надзором генерального директора (CEO) и/или совета директоров; такой директор может быть президентом или вице-президентом компании.

## Место в корпоративной иерархии и функции
В корпоративных иерархиях COO, Chief Financial Officer (CFO) и другие ответственные руководители компании (англ. officers of the company) обычно подчиняются Chief Executive Officer (CEO). Этот уровень должностей относится ко второму уровню управления в компаниях с акционерной собственностью (англ. public companies) — административному, то есть реально управляющему. Иногда, в иерархии бизнеса для обозначения этого уровня используется термин executive — ответственное руководство, управленцы стоящие выше менеджеров (англ. managers). Обычно (например, в банках) executive и менеджеры называются officer, в отличие от staff — обычных сотрудников.
Для COO зоной ответственности в компании являются её повседневные операции. Фактически для каждого конкретного агентства, предприятия, фирмы и пр. порядок назначения/смещения COO и его функции определяются внутренними правилами, положениями и структурой каждой конкретной компании.